# Polibiusz z Jerozolimy
Polibiusz z Jerozolimy – osiemnasty biskup Jerozolimy.